# 鄭一龍
鄭一龍（정일룡，1912年7月2日—1978年1月14日），北韓政治家，官至內閣副首相、黨中央委員會委員及政治局委員。

## 生平
鄭一龍出生於咸鏡南道，後於文坪的冶煉廠當科長。1947年，已加入北韓政府的他被任命為產業相。翌年，他在黨第二次代表大會中被選為中央常務委員會委員及黨中央委員。同年，他又當選最高人民會議的代議員。後來，他晉升為內閣副首相，並兼任重工業相。1952年，他被委任為電力煤炭工業相。1956年，他被列入為政治局委員。1966年，又擔當金屬工業相。
1978年1月14日，鄭一龍離世，原因未明。死後，他被安葬在愛國烈士陵。據報，現任朝鮮勞動黨總務部長兼中央政治局候補委員太鍾洙是其女婿。

## 資料來源
1. 1 2 3 4 5 6  .   [2014-01-20]. （原始内容存档于2014-02-03）.
2. ↑  "北 2세들, 지도부.차세대 책임자층 부상" 《統一新聞》 2012 1 10